# New Sarpy
New Sarpy – jednostka osadnicza w Stanach Zjednoczonych, w stanie Luizjana, w parafii St. Charles.